# Тончи Габрић
Тончи Габрић (Сплит, 11. новембар 1961 – Сплит, 28. октобар 2024) био је југословенски и хрватски фудбалер који је играо на позицији голмана.

## Биографија
Рођен је у Сплиту 1961. године. Његов син Драго такође се бави фудбалом, као и ћерка Пашалина.

## Клупска каријера
Габрић је играо пре 1991. године у југословенским клубовима Челик Зеница и Ријека. После распада Југославије, две године је играо у Грчкој за ПАОК (1991–1993), и у Хрватској за Пазинку (1993–1994) и сплитски Хајдук (1994–1999).

### Репрезентација
За Хрватску је дебитовао на пријатељској утакмици против Сједињених Држава у октобру 1990. године, ушао је као замена за Дражена Ладића у 70. минуту утакмице. Како је Хрватска у то време још увек била део Југославије, утакмица се сматра незваничном. Освојио је укупно 9 наступа (два нису званична), без голова. Био је редовни резервни голман националног тима између 1990. и 1997. године и био је део тима за Европско првенство 1996.
Његова последња утакмица за репрезентацију Хрватске био је квалификациони меч за Светско првенство у септембру 1997. у гостима против Данске.

## Награде и тројефи

### Као играч
РНК Сплит
- Хрватска републичка лига : 1983–84

Хајдук Сплит
- Прва лига Хрватске :  1994–95
- Куп Хрватске: 1994–95
- Суперкуп Хрватске: 1994.

## Ордење
- Орден Данице Хрватске са ликом Фрање Бучара – 1995[4]